# MyBatis
MyBatis est un framework de persistance Java permettant de coupler des objets avec des procédures stockées ou des instructions SQL en utilisant un descripteur XML ou des annotations. MyBatis est un logiciel libre distribué sous la licence Apache 2.0, il s'agit d'un fork de iBATIS 3.0 et est maintenu par une équipe incluant les créateurs de iBATIS.

## Fonctionnalités principales
Contrairement aux frameworks ORM, MyBatis ne fait pas de correspondance entre les objets Java et les tables mais entre les méthodes Java et les instructions SQL.
MyBatis laisse utiliser toutes les fonctionnalités des bases de données comme les procédures stockées, vues, requêtes et les fonctionnalités propriétaires. Cela peut être un choix privilégié pour des bases de données héritant, non normalisées ou pour obtenir un contrôle total des exécutions SQL.